# Давыдов, Михаил Вениаминович
Михаил Вениаминович Давыдов (2 июля 1972) — советский и российский футболист. Играл на позиции защитника.

## Карьера
Воспитанник ДЮСШ-8 (Горький). В 1990 году перешёл в московскую «Звезду». Далее выступал за «Волгарь», откуда в 1993 году перебрался в казахстанский «Горняк» Хромтау. В конце того же сезона перебрался в нижегородский «Локомотив». В высшей лиге дебютировал 13 марта 1994 года в выездном матче 1-го тура против московского «Торпедо», выйдя в стартовом составе и был заменён на 73-й минуте на Олега Рыдного. В 1996 году вернулся в «Волгарь». Далее выступал за клуб «Торпедо-Виктория». В 1999 году играл за любительский клуб «Водник» и за нижнекамский «Нефтехимик». В 2000 году играл за «Светотехнику», где и провёл свой последний мат в профессиональной карьере. С 2001 по 2002 играл за «Старт» (Ясенцы). В 2002 году вновь перешёл в «Горняк», однако матчей за клуб не проводил и вернулся в «Локомотив». С 2005 по 2008 играл за клуб «Волга» (Балахна). В 2009 году выступал за КиТ (Нижний Новгород).